# Platycephalisca amurensis
Platycephalisca amurensis är en tvåvingeart som beskrevs av Nartshuk 1963. Platycephalisca amurensis ingår i släktet Platycephalisca och familjen fritflugor. Inga underarter finns listade i Catalogue of Life.